# Juan Pablo Gómez
Juan Pablo Gómez Vidal (ur. 11 maja 1991 w Buenos Aires) – argentyński piłkarz z obywatelstwem chilijskim występujący na pozycji prawego obrońcy, od 2025 roku zawodnik chilijskiego Deportes Iquique.
W wieku pięciu lat przeniósł się do Chile, przyjmując następnie tamtejsze obywatelstwo.